# Gaurax delenae
Gaurax delenae är en tvåvingeart som beskrevs av Hickman 1971. Gaurax delenae ingår i släktet Gaurax och familjen fritflugor. Inga underarter finns listade i Catalogue of Life.